# Нагуєвичі (історико-культурний заповідник)

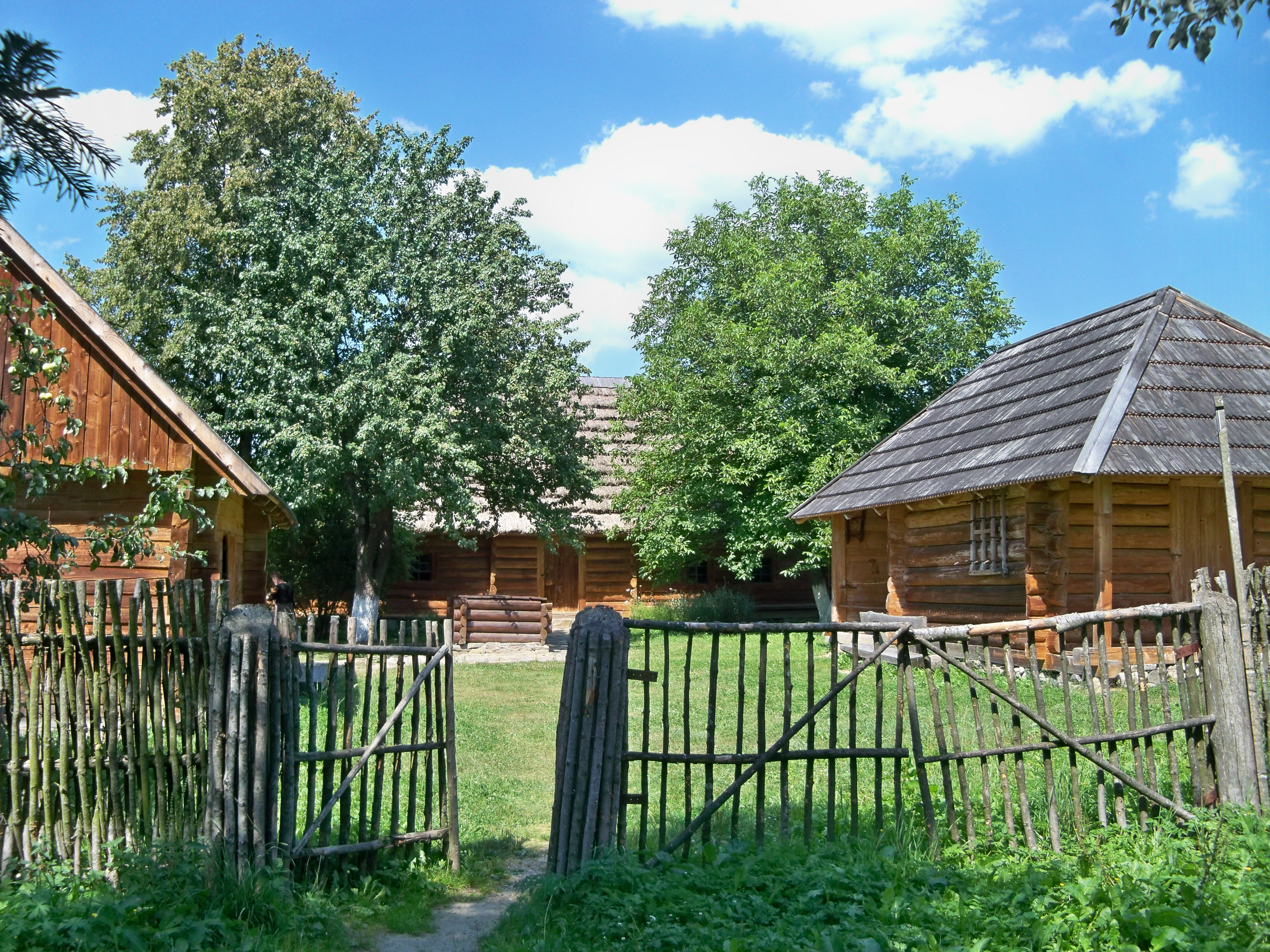
Батьківська садиба Івана Франка

Державний історико-культурний заповідник «Нагуєвичі» розташований в с. Нагуєвичі Дрогобицького району Львівської області — батьківщині Івана Франка.
До комплексу заповідника входять:
- Літературно-меморіальний музей І. Я. Франка,
- Батьківська садиба Івана Яковича Франка,
- Художньо-меморіальний комплекс «Стежка Івана Франка»

## Літературно-меморіальний музей Івана Франка

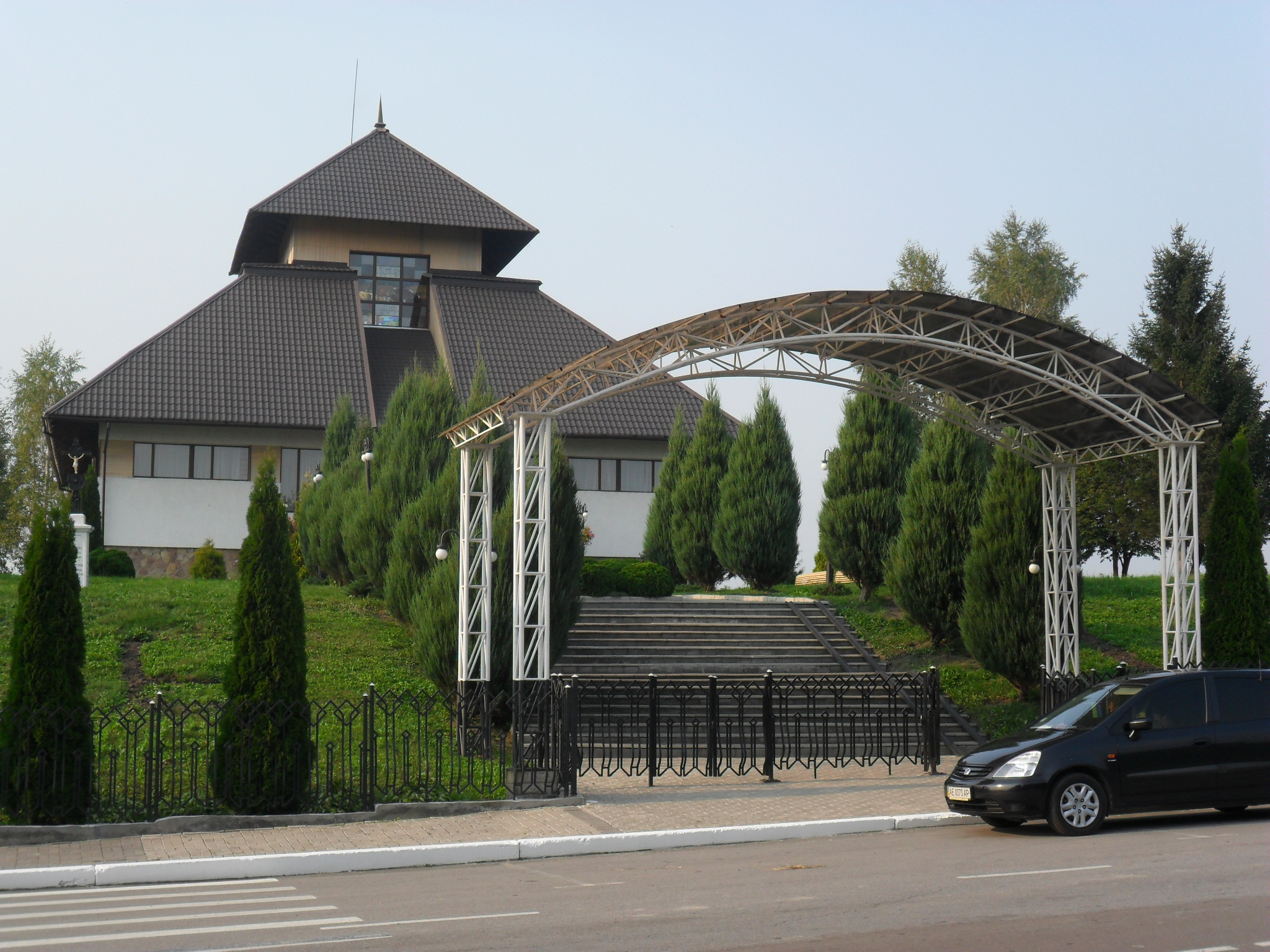
Літературно-меморіальний музей Івана Франка

Збудований у 1986 році до 130 роковин від дня народження Івана Франка. Літературно-меморіальний музей Івана Франка із скульптурною композицією «Іван Франко і світова література» та будинком літератора.
Туристи мають змогу не тільки ознайомитися із музейними експонатами архіву Івана Франка, але й з артефактами пов'язаними із історією Нагуєвич та околиць, зокрема автентичними давніми рукописами, предметами сакральної культури та етнографії. Найціннішими експонатами музею є метричні та амбарні книги, «золота книга» Дрогобицької василіанської нормальної школи ХІХ століття, в якій записано ім'я та прізвище учня — І. Франка і його однокласників та вчителів, численні прижиттєві видання його творів, посмертна маска мислителя та ще багато цікавого. Серед іншого у музеї діють креативні пізнавальні програми та наукові конференції, які відбуваються у сучасному конференц-залі.
З нагоди 130-ліття від дня народження Петра Франка та до Дня захисника України 14 жовтня 2020 року на площі Літературно-меморіального музею Івана Франка в Нагуєвичах, відкрили перший пам'ятник Петрові Франку.

## Батьківська садиба Івана Яковича Франка

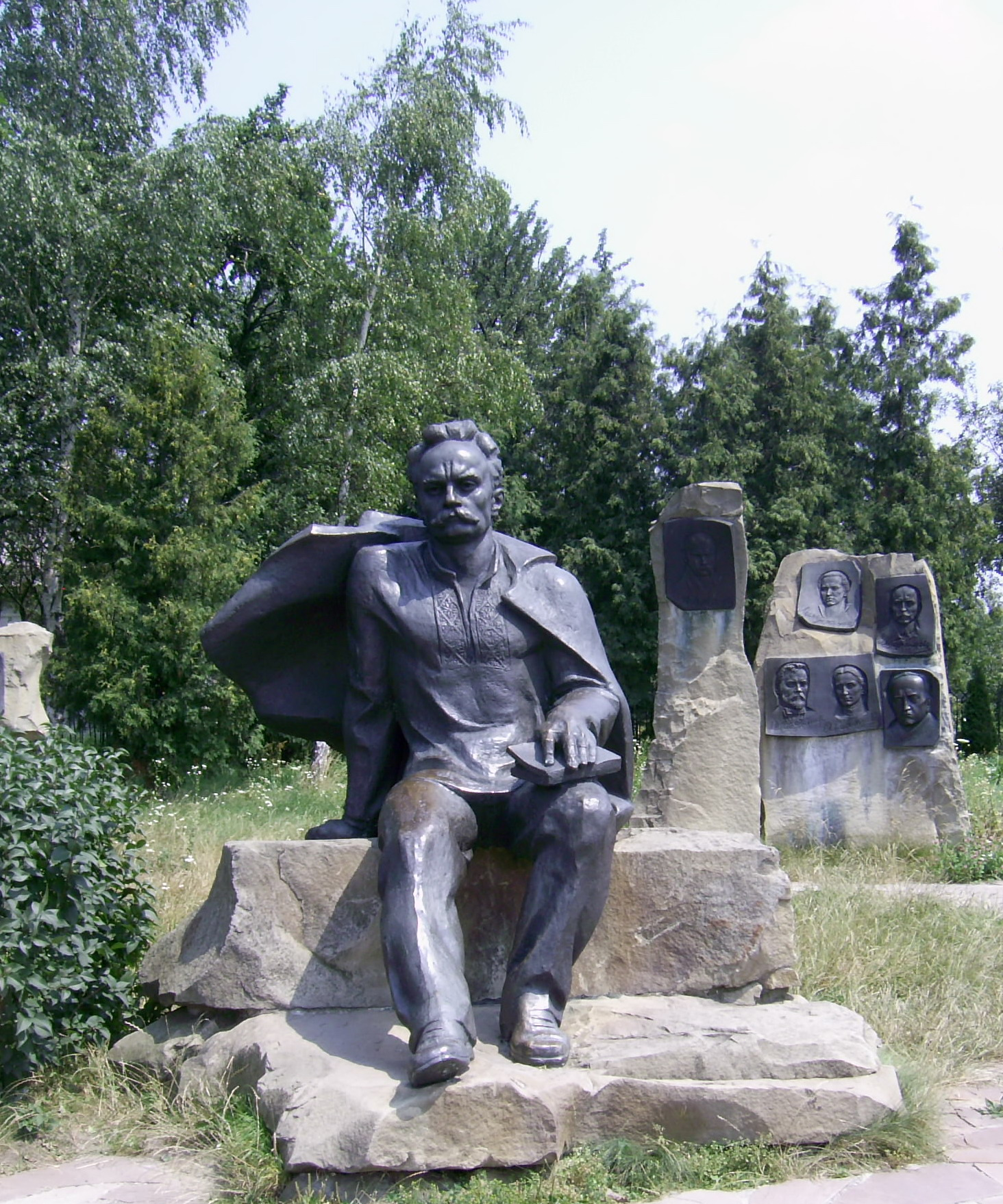
Пам'ятник Іванові Франку

Навпроти літературно-меморіального будинку, через дорогу розташована музей-садиба батьків Івана Франка, яка відтворена за етнографічним нарисом письменника «Моя вітцівська хата» ще у 1981 році. До садиби входять хата, кузня Якова Франка — батька письменника, стодола, криниця, пасіка та незрівняний яблуневий сад.
У хаті хранителі музею зберігають речі, яких торкалась і рука Івана Франка: книжки, за якими він навчався, сервіз, який він подарував на весілля своїм родичам під час відвідин села, обідній стіл родини, ікони, фотокартки молодого Франка, речі того часу, які, можливо, знаходились в хатах сусідів поета, або навіть в його хаті, колиска, піч та ін. З 2014 року музей-садиба батьків Івана Франка бере участь у програмі «Найкращі пам'ятки України — обрані Народом». З 2017 р. у роковини народження Івана Франка ДІКЗ «Нагуєвичі» проводить «Етнофест у садибі Франків» із залученням численних автентичних історичних реконструкцій та сучасних креативних культурних проектів.

## Заповідний художньо-меморіальний комплекс «Стежка Івана Франка»
До складу котрого входить заповідна лісова зона та кілька скульптурних композицій: «Стежка Івана Франка» — де Іван Франко творив свої перші шедеври, «Галявина казок» — де разом із екскурсоводами оживає «Лис Микита», парк із давнім ставком, літній театр, сакральна каплиця Різдва Пресвятої Богородиці, а також маршрут для велотуристів «Франко-Ровер», котрий тягнеться в 1 км до чудотворного джерела «Ярина».